# 도요시
도요시(일본어: 東予市, とうよし)는 에히메현에 도요지방 있던 시이다. 세토내해에 면하고, 도요항을 가지고 있다.
2004년 11월 1일에 도요시는 슈소군 고마쓰정, 단바라정과 함께 확장된 사이조시에 편입되면서 소멸하였다.

## 역사
- 1971년 1월 1일: 슈소군 미부카와정과 미요시정이 대등 합병해 도요정이 되었다.
- 1972년 - 도요정이 시로 승격해 도요시가 되었다.
- 1973년 1월: 에히메현립 미뉴가와공업고등학교(후의 에히메현립 도요고등학교)가 축구 전국대회에 출전하였다.
- 1973년 3월: 스미토모 중기계공업 도요제조소가 조업 개시. 임해 공업지대의 발전이 시작되었다.
- 1976년 : 스미토모 알루미늄 제련 도요공장이 조업을 개시하였다.
- 1977년 5월 : 시청이 낙성되었다.
- 1978년 10월: 국철 난요 본선의 특급 열차가 미뉴가와 역에 정차를 개시하였다.
- 1984년 12월: 스미토모 알루미늄 정련 도요공장이 폐쇄되었다.
- 1988년 6월: 다쿠보 공업소 도요공장이 조업 개시하였다.
- 1993년 11월: 나카야마가와댐 연구추진협의회 설립(후 우여곡절을 거쳐 건설중지)
- 1995년 3월: 운동공원 야구장이 완공되었다.
- 1999년 10월: 닛신제강 도요제조소가 조업을 개시하였다.
- 2004년 11월 1일 : 사이조시, 고마쓰정, 단바라정의 2시 2정이 신설 합병(대등 합병)해 새롭게 사이조시의 일부가 되었다.

## 경제
1934년에 메이쇼 레이온 주식회사 미뉴가와 공장(현: 후지보우 에히메)이 유치되어 1954년에는 약 1,200명의 종업원을 거느리는 등 큰 산업이 되고 있었다.1964년 동예 신산업 도시 지정과 함께 현영 공업 단지 조성 사업이 진행되었다.현영 공업 단지의 3호지에는 1973년에 스미토모 중기계 공업·스미토모 이튼 노바(현:스미토모 중기계 이온 테크놀로지), 4호지(호죠)에는 1975년에 스미토모 알루미늄 제련, 스미토모 공동 전력이 진출했다. 전성기인 1981년경에는 스미토모 중기계 600여명, 스미토모 알루미늄 제련 430여명, 스미토모 공동전력 100여명의 종업원이 종사하고 있었다. 그러나 석유위기와 엔고에 따른 구조불황 등으로 1984년에는 스미토모 알루미늄 제련이 철수하고 다른 스미토모 그룹의 기업 후지보 미뉴카와 공장도 대폭 감원되었다

## 교통

### 철도
- 시코쿠 여객철도 요산선

### 도로
- 국도 196호선

## 출신인
- 카노 시마이, 카노 쿄코 - 탤렌트
- 나가토모 유토 - 축구선수